# とーぶカード
とーぶカードは、東武鉄道が発売していたプリペイドカードの名称。

## 歴史

### とーぶカード
- 1988年（昭和63年）6月1日に東武鉄道の自動券売機での乗車券購入ができる金券カードとして発売を開始した。
- 現在は発売終了している。

### SFとーぶカード
- 2000年（平成12年）10月14日に関東の私鉄・地下鉄で使用できるパスネット開始に伴い、パスネット・自動改札機対応の「SFとーぶカード」の発売を開始した。
- 現在は発売終了している。

## PASMO導入・取扱終了へ
2007年（平成19年）3月18日にパスネット・バス共通カードの導入事業者は、東日本旅客鉄道（JR東日本）の「Suica」と相互利用を可能とするICカード「PASMO」のサービスを開始した。これに先立ち、2006年（平成18年）11月30日をもってオリジナルデザインの「SFとーぶカード」の注文受付を終了した。なお、PASMOサービス開始後もしばらくの間は「SFとーぶカード」およびパスネット加盟各社局が発行する磁気カードがそのまま使用できるようになっている。
PASMOの普及に伴い2008年1月10日の終電をもってSFとーぶカードを含むパスネットカードの販売が導入全社局で終了し、2008年3月14日の終電をもってパスネットカードは自動改札機での利用ができなくなった。なお、残額のあるカードは同年3月15日以降無手数料での払い戻しのほか、PASMOへの残額移行、自動券売機での切符の購入、自動精算機・有人改札での精算にて引き続き利用可能となっていた。
また『SF』表記のない旧式のとーぶカードについても、上記と同様に払戻の取り扱いを行っている。
その後、利用状況の減少・PASMOへの代替が進んだことに鑑み、旧とーぶカードならびにSFとーぶカード（パスネット）の券売機での利用は2015年3月31日をもって終了し、払い戻しの取り扱いも資金決済に関する法律に基づいて2018年1月31日をもって終了した。